# Danville (Arkansas)
Danville és una població dels Estats Units a l'estat d'Arkansas. Segons el cens del 2000 tenia 2.392 habitants.

## Demografia
Segons el cens del 2000, Danville tenia 2.392 habitants, 716 habitatges, i 499 famílies. La densitat de població era de 218,3 habitants/km².
Dels 716 habitatges en un 35,9% hi vivien nens de menys de 18 anys, en un 50,1% hi vivien parelles casades, en un 12,4% dones solteres, i en un 30,3% no eren unitats familiars. En el 23,6% dels habitatges hi vivien persones soles el 13,7% de les quals corresponia a persones de 65 anys o més que vivien soles. El nombre mitjà de persones vivint en cada habitatge era de 3,01 i el nombre mitjà de persones que vivien en cada família era de 3,44.
Per edats la població es repartia de la següent manera: un 26,3% tenia menys de 18 anys, un 13,8% entre 18 i 24, un 29,4% entre 25 i 44, un 15,9% de 45 a 60 i un 14,6% 65 anys o més.
L'edat mediana era de 30 anys. Per cada 100 dones de 18 o més anys hi havia 106,2 homes.
La renda mediana per habitatge era de 26.506 $ i la renda mediana per família de 29.185 $. Els homes tenien una renda mediana de 17.122 $ mentre que les dones 16.604 $. La renda per capita de la població era de 12.533 $. Entorn del 17,5% de les famílies i el 21,2% de la població estaven per davall del llindar de pobresa.

## Poblacions més properes
El següent diagrama mostra les poblacions més properes.